# マスターズ陸上
マスターズ陸上（マスターズりくじょう）は、別名ベテラン陸上競技であり、5歳刻みの競技クラスが特徴である。

## 歴史
マスターズ陸上は1930年代に欧州やオーストラリアで始まったとされている。1975年にカナダ・トロントで第1回世界選手権が開催。1977年には世界ベテラン陸上競技協会が誕生し、日本では1978年に和歌山県で誕生した。1980年（昭和55年）に日本マスターズ陸上競技連合が設立。初代会長は織田幹雄であり、同年に第1回全日本マスターズ陸上競技選手権大会が開催された。
マスターズ陸上の世界記録は35歳以上で5歳刻みで公認されている。

## 競技種目
陸上競技の種目に加えて、年齢に応じて以下の種目が存在する。

### 男子
- 80mハードル（70歳以上）
- 100mハードル（50歳から69歳）
- 200mハードル（80歳から89歳）
- 300mハードル（60歳から79歳）
- 2000mSC（60歳から79歳）
- 3000mW
- 立五段跳
- 重量投

### 女子
- 80mハードル（40歳から79歳）
- 200mハードル（70歳から79歳）
- 300mハードル（50歳から69歳）
- 2000mSC（79歳以下）
- 3000mW
- 立五段跳
- 重量投